# Philomena Sahoye-Shury
Philomena Sahoye-Shury, parfois surnommée Fireball, née Philomena Sahoye le 13 octobre 1931 et morte le 2 octobre 2022, est une syndicaliste, activiste politique et membre du comité central du Parti populaire progressiste. Elle a également été députée du Guyana et adjointe au maire de Georgetown.

## Biographie
Philomena Sahoye-Shury entre dans la vie active comme infirmière.
Philomena Sahoye-Shury, âgée d’une vingtaine d’année, entend parler Janet Jagan pour la première fois dans une réunion publique. Marquée par le discours de Janet Jagan traitant des problèmes affectant les femmes à cette époque, Philomena Sahoye-Shury, témoigne lors d’un entretien : « je suis entrée en politique grâce à Janet et Cheddi Jagan... à cette époque, les femmes n'avaient aucune liberté et se sentaient inférieures. [Janet Jagan] m'a inspirée... après l'avoir entendue parler, j'ai dit à ma mère que je devais devenir comme Janet Jagan »,.
En 1964, Philomena Sahoye-Shury devient secrétaire générale du Guyana Agricultural and General Workers' Union, où elle gagne le surnom de Fireball,. La même année, le syndicat des travailleurs agricoles du Guyana qu’elle administre, soutenu par Cheddi Jagan, appelle les travailleurs du sucre à faire grève pour être reconnus par les propriétaires des plantations. Le 16 juin 1964, tandis que le Guyana est émaillé de violence, Philomena Sahoye-Shury et Neviile Annibourne, secrétaire de l'Organisation de la jeunesse progressiste, sont arrêtés par les forces de sécurité du Guyana, après une cavale de plusieurs jours. Elle est alors accusée d’attiser les violences. Lors de son incarcération en la prison de New Amsterdam[Quand ?], elle occupe une cellule également fréquentée par Janet Jagan.
Elle fait son entrée au parlement du Guyana en janvier 1969 et y exerce jusqu’en décembre 1971.
Au total, elle exerce au parlement durant 14 ans 7 mois et 28 jours. Elle est plus tard pressentie comme future maire de Georgetown mais il n’en sera rien, à la suite du changement d’avis de la coalition politique adverse nommée A Partnership for National Unity.
À partir de 1992, Philomena Sahoye-Shury travaille comme adjointe au maire de Georgetown.
En 2011, elle essuie plusieurs attaques sur son lieu de résidence et de travail. Après une première attaque au cocktail molotov infructueuse de la résidence de Philomena Sahoye-Shury à Georgetown en janvier 2011, une seconde a lieu en décembre de la même année, là encore, sans causer de dégât,,,. Entre-temps, Philomena Sahoye-Shury dit avoir découvert en mars son bureau aspergé de kérosène.
En 2015, alors que Philomena Sahoye-Shury est directrice nationale du développement communautaire, elle est démise de ses fonctions par le ministre d’État Joseph Harmon,.
Philomena Sahoye-Shury meurt le 2 octobre 2022,,.

## Surnoms
Philomena Sahoye-Shury est surnommée Fireball. Selon le Stabroek News, cela est dû à son tempérament.

## Vie de famille
Elle est mariée à Vibert Shury et a trois enfants, dont une fille.